# بيني رامزي
بيني رامزي (بالإنجليزية: Penny Ramsey)‏ هي ممثلة أسترالية، ولدت في 25 يونيو 1947 في أديلايد في أستراليا، وتوفيت في 11 فبراير 2009 في سنت أندروز في المملكة المتحدة بسبب سرطان.

## وصلات خارجية
- بيني رامزي على موقع IMDb (الإنجليزية)